# یواس‌اس هرست (دی‌ئی-۲۵۰)
یواس‌اس هرست (دی‌ئی-۲۵۰) (به انگلیسی: USS Hurst (DE-250)) یک کشتی است که طول آن ۳۰۶ فوت (۹۳ متر) می‌باشد. این کشتی در سال ۱۹۴۳ ساخته شد.